# اشلي غاردنر
اشلي غاردنر (بالإنجليزية: Ashley Gardner) (من مواليد 11 أبريل 1964) هي ممثلة أمريكية في الأفلام السينمائية والتلفزيونية والصوتية. قدمت صوت نانسي غريبل  وديدي هيل  في سلسلة الرسوم المتحركة كينغ أوف ذا هيل.
ظهرت في المسلسل الهزلي ساينفيلد في حلقة «المكتبة» بدور ماريون Marion ، وفي مسلسل Madman of the People.
ظهرت غاردنر أيضاً في الأفلام الروائية " Heart of Dixie ،1989"، و Johnny Suede 1991، وHe Said, She Said (1991).

## وصلات خارجية
- اشلي غاردنر على موقع IMDb (الإنجليزية)
- اشلي غاردنر على موقع ألو سيني (الفرنسية)
- اشلي غاردنر على موقع أول موفي (الإنجليزية)
- اشلي غاردنر على موقع قاعدة بيانات برودواي على الإنترنت (الإنجليزية)
- اشلي غاردنر على موقع كينوبويسك (الروسية)